# Giovanni de Primis
Giovanni de Primis, O.S.B.Cas, (Catania, ? - Nápoles, 21 de enero de 1449) fue un religioso italiano.

## Vida
Nacido en Catania, profeso en 1422 en la congregación casinense de la Orden de San Benito, fue abad del monasterio de Santa Justina de Padua y del de San Paolo fuori le mura de Roma, definidor de su orden durante quince años y dos veces abad general de su congregación. 
En reconocimiento por el éxito de las labores diplomáticas llevadas a cabo para reconciliar a Alfonso V de Aragón y a Renato de Anjou, Eugenio IV le creó cardenal en el consistorio celebrado en diciembre de 1446, con título de Santa Sabina. Fue cardenal elector en el cónclave de 1447 en que fue elegido papa Nicolás V, obispo de Catania desde ese mismo año y destacado protagonista en la fundación de la universidad de esta ciudad. 
Fallecido en Nápoles a comienzos de 1449, fue sepultado en la iglesia de San Severino.